# Joe Gómez (actor)
Joe Gómez (Castellón, España; 10 de diciembre de 1986) es un actor español. Ha trabajado en series como Miracle Tunes 2019, serie de Mediaset España en el canal de televisión Boing, El Diario de Jason 2015 - 2017, Al salir me esperas 2019 - 2020 entre otras. Además participó en la película de Juan Manuel Cotelo, El mayor regalo 2018, estrenada en cines de todo el mundo.  
Desde el 2020 forma parte de la compañía  teatral valenciana, Xarxa Teatre.

## Biografía
Empezó su carrera en el mundo musical, durante más de 10 años compuso y cantó canciones de rap, realizando sus propias maquetas, videoclips y actuaciones. Profesión que compaginaba con su trabajo diario como mecánico en un campo de golf en Castellón de la Plana. Desde el 2015 hasta hoy siguió lo que él llama su verdadero sueño, actuar. 
Desde entonces se ha formado durante los últimos 7 años en varias escuelas y academias de cine en Valencia y Madrid de la mano de actores como Víctor Antolí conocido por crear la serie y película Nada será igual y ser el descubridor de actores como Carmen Arrufat (Élite) y Héctor Gozalbo (Paraíso) y Eva Isanta conocida por sus personajes en (Aquí no hay quien viva) y (La que se avecina).
En el 2015 fue seleccionado para coprotagonizar la serie El Diario de Jason, interpretando a Iván Mora junto a los actores Kilian Delgado, Daniel Retuerta, Laia Campos y Sandra Navarro, el cual apareció en los 7 capítulos de la serie. También estuvo en el elenco principial de la serie Lechoso y Negrata que se estrenaría 5 años después. En el 2018 llega su primer proyecto en la gran pantalla de la mano de Juan Manuel Cotelo con el personaje Tim en la película El mayor regalo estrenada en los cines de toda España y parte de América del Sud. Año en que comienza su andadura en el mundo teatral con la obra No hay quien las entienda de Tamara García.
En el 2019 trabajó en la serie Miracle Tunes de Mediaset España para la cadena Boing, y fue seleccionado para el personaje de Michael en la exitosa serie LGTB, Al salir me esperas, en la que actualmente sigue formando parte del elenco y han rodado 3 temporadas. En 2020 estrenó la película A puerta fría, la cual estuvo nominada en varios festivales como, Festival Mostra Audiovisual Vila d'Onda, Festival Ibérico de Cinema, Festival Festimatge Calella, Festival ALMA, Festival Cometcom y Festival Fibabc. En ese mismo año, durante la pandemia debido al covid-19, decidió escribir y dirigir su propio cortometraje 19 días, el cual fue nominado en el Festival de Cine de Elche - Ficie.
En el 2021 estrenó la película Embarafobia, de Miguel Torres, donde interpreta a Edu.
Actualmente, y desde el 2020 forma parte de la compañía de teatro valenciana, Xarxa Teatre, con la que ha realizado más de 10 obras de teatro, viajando hasta Colombia para la representación de ellas. Velets e vents 2020, Ecocidi 2020 - 2022, Amagatallats 2020 - 2022 y Biohábitat 2022. El 17 de junio estrenó "Español con Macha", un proyecto hecho para aprender español, donde participa como parte de elenco principal durante 6 capítulos de la serie, que ya se pueden ven a través de la plataforma YouTube.

## El tamaño importa
El tamaño importa, película dirigida, escrita, producida y protagonizada por el mismo. Estrenada el 10 de octubre de 2022, cuenta la historia de Pedro (Joe Gómez) y Sofía (Paula Laguarda), dos completos desconocidos que hacen match en la conocida aplicación Tinder, aunque una serie de obstáculos parecen impedir esa cita, Pedro llega al restaurante una hora tarde. Cuando ambos empiezan a conversar descubren que tiene muchísimas cosas en común, y creen creer que el amor no tiene límites ni barreras, pero al parecer si tamaño.
En la película se menciona la película La princesa prometida de William Goldman, la cual parece ser el punto de inflexión en su enamoramiento.

## Filmografía como actor

### Cine
| Año  | Título            | Personaje | Director           |
| ---- | ----------------- | --------- | ------------------ |
| 2018 | El mayor regalo   | Tim       | Juan Manuel Cotelo |
| 2020 | A puerta fría     | Jorge     | Alex Brau          |
| 2021 | Embarafobia       | Edu       | Miguel Torres      |
| 2022 | El tamaño importa | Pedro     | Joe Gómez          |

### Televisión
| Año         | Título              | Personaje      | Cadena      | Notas                          |
| ----------- | ------------------- | -------------- | ----------- | ------------------------------ |
| 2015 - 2017 | El Diario de Jason  | Iván Mora      | Web serie   | Elenco principal; 7 capítulos  |
| 2019        | Miracle Tunes       | Nega Jewel     | Boing       | Elenco principal               |
| 2019 - 2020 | Al salir me esperas | Michael        | Web serie   | Elenco principal; 3 temporadas |
| 2021        | Lechoso y Negrata   | Hermanos Mejía | Web serie   | Elenco principal               |
| 2022        | Español en Macha    | Alex           | Web serie   | Elenco principal; 6 capítulos  |
| 2024        | El gran salto       | Auxiliar Car   | Atresplayer | 1 capítulo                     |
| 2025        | Respira             | Samur          | Netflix     | 1 capítulo                     |

### Teatro
| Año         | Título                    | Director        |
| ----------- | ------------------------- | --------------- |
| 2018        | No hay quien las entienda | Tamara García   |
| 2019        | Sexo por compromiso       | Clara Pradas    |
| 2019        | Generación Crisis         | Daniel Retuerta |
| 2019        | 19 días y 500 noches      | Hugo Rubert     |
| 2020        | Veles e vents             | Xarxa Teatre    |
| 2020 - 2022 | Ecocidi                   | Xarxa Teatre    |
| 2020 - 2022 | Amagatallats              | Xarxa Teatre    |
| 2021 - 2022 | Biohábitat                | Xarxa Teatre    |

## Filmografía como director

### Cine
| Año  | Título            | Función                         |
| ---- | ----------------- | ------------------------------- |
| 2020 | 19 días           | Director y guionista            |
| 2022 | El tamaño importa | Director, guionista y productor |